# Faustini (Mondkrater)
Faustini ist ein Einschlagkrater auf der Mondvorderseite in der Nähe des Südpols, südlich des Kraters Amundsen und östlich von Shoemaker.
Aufgrund seiner Lage in Südpolnähe liegt das Innere des erodierten Kraters meist im Schatten.
Der Krater wurde 1994 von der IAU nach dem italienischen Polarforscher Arnaldo Faustini offiziell benannt.